# Lézignan
Lézignan ist eine französische Gemeinde mit 358 Einwohnern (Stand 1. Januar 2022) im Département Hautes-Pyrénées in der Region Okzitanien (vor 2016: Midi-Pyrénées). Sie gehört zum Arrondissement Argelès-Gazost und zum Kanton Lourdes-2.
Die Einwohner werden Lézignanais und Lézignanaises genannt.

## Geographie
Lézignan liegt in den Pyrenäen, circa vier Kilometer östlich von Lourdes in dessen Einzugsbereich (Aire urbaine) in der historischen Grafschaft Bigorre.
Umgeben wird Lézignan von den sechs Nachbargemeinden:
|         | Julos                                       | Bourréac          |
| Lourdes | Kompassrose, die auf Nachbargemeinden zeigt | Arcizac-ez-Angles |
| Jarret  | Les Angles                                  |                   |

Lézignan liegt im Einzugsgebiet des Flusses Adour.
Der Rieutort, ein Nebenfluss des Gave de Pau, durchquert das Gebiet der Gemeinde ebenso wie der Ruisseau des Graves, ein Nebenfluss des Échez.

## Geschichte

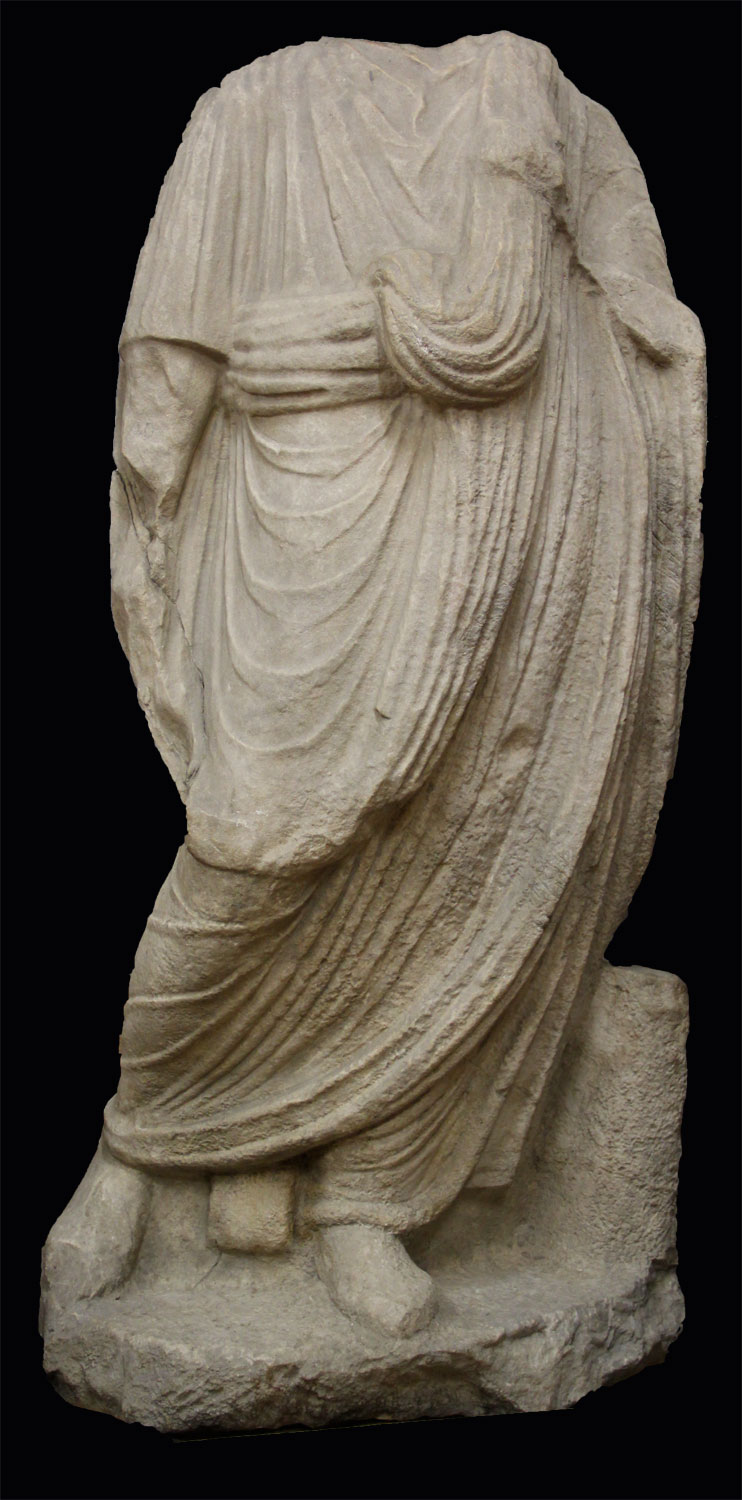
Gallorömische Statue

Im Jahre 1846 fand ein Landwirt namens Pruède auf seinem Feld am Ort mit dem Flurnamen Sendac eine 1,60 Meter große Marmorstatue ohne Kopf zusammen mit anderen Fundstücken, die heute verschwunden sind. Sie wird dem ersten Jahrhundert n. Chr. zugeschrieben. Sie ist kopflos, aber sie besitzt die Vorrichtung, dass ein Kopf aufgesetzt werden kann. Die Statue dürfte eine Villa in gallorömischer Zeit geschmückt haben, so dass die Theorie unterstrichen wird, der Name der Gemeinde leite sich von einem Eigennamen Lucinius ab. Sie steht in Zusammenhang mit der Römerstraße vom heutigen Toulouse zum heutigen Dax, die hier vorbeiführte. Es wird vermutet, dass die Statue zu einem großen Grabmal gehörte. Jedoch ist der Fundort heute gänzlich unbekannt. Die Statue selbst befindet sich im Museum Massey in Tarbes.

## Toponymie
Der okzitanische Name der Gemeinde heißt Lesinhan. Er stammt vom lateinischen Eigennamen Lucinius zusammen mit dem Suffix -anum ab, die Bezeichnung für das „Landgut des Lucinius“.
Toponyme und Erwähnungen von Lézignan waren:
- De Lezinhano (1313, Steuerliste Debita regi Navarre),
- De Lesignaa (1342, Kirchenregister in Tarbes),
- de Lesinhano (1379, Prokuration Tarbes),
- Lesinhan (1429, Volkszählung im Bigorre),
- Lesinha (1541, Archiv des Départements Pyrénées-Atlantiques B1010),
- Lezignaa (1760, Larcher, Kirchenregister in Tarbes).
- Lesignan (1750 und 1793, Karte von Cassini bzw. Notice Communale),
- Leusignan (1801, Bulletin des lois).[5][6][7]

## Einwohnerentwicklung
Nach Beginn der Aufzeichnungen stieg die Einwohnerzahl bis zur Mitte des 19. Jahrhunderts auf einen Höchststand von rund 435. In der Folgezeit sank die Größe der Gemeinde bei kurzen Erholungsphasen bis zu den 1950er Jahren auf ihren tiefsten Wert mit rund 215 Einwohnern. Es folgte eine Phase mit zeitweise starkem Wachstum bis zu den 1990er Jahren, in denen die Zahl der Einwohner auf rund 430 stieg. Seitdem schrumpft bis heute die Bevölkerung.
| Jahr      | 1962 | 1968 | 1975 | 1982 | 1990 | 1999 | 2006 | 2011 | 2022 |
| --------- | ---- | ---- | ---- | ---- | ---- | ---- | ---- | ---- | ---- |
| Einwohner | 241  | 244  | 329  | 383  | 431  | 390  | 370  | 373  | 358  |

## Sehenswürdigkeiten

### Pfarrkirchede la Toussaint(Allerheiligenkirche)
Die Kirche, in früheren Zeiten dem Apostel Petrus geweiht, wurde am Ende des 17. Jahrhunderts errichtet. Im 19. Jahrhundert wurde sie als Maßnahme nach dem Erdbeben von 1854 weitgehend umgebaut, was insbesondere den Glockenturm betraf. Die Vorhalle aus dem Ende des 17. Jahrhunderts gewährt den Eingang in das Kircheninnere über Grabplatten auf dem Fußboden.
Viele Ausstattungsstücke sind als Monument historique eingeschrieben:
- der Hauptaltar mit Altarretabel, Tabernakel und einen anbetenden Engel als Statue aus dem 18. Jahrhundert,
- zwei Statuen aus Gips und Terrakotta aus dem frühen 19. Jahrhundert mit den Darstellungen Marias und Josef,
- der Nebenaltar, geweiht dem heiligen Martin, genannt Saint-Blaise mit Retabel aus dem 18. Jahrhundert,
- die Holzverkleidung des Chors aus dem 18. Jahrhundert,
- der Nebenaltar der Pietà mit Retabel aus dem 18. Jahrhundert und
- ein Calvaire aus dem 18. Jahrhundert mit Maria und dem Evangelisten Johannes.[9][10]

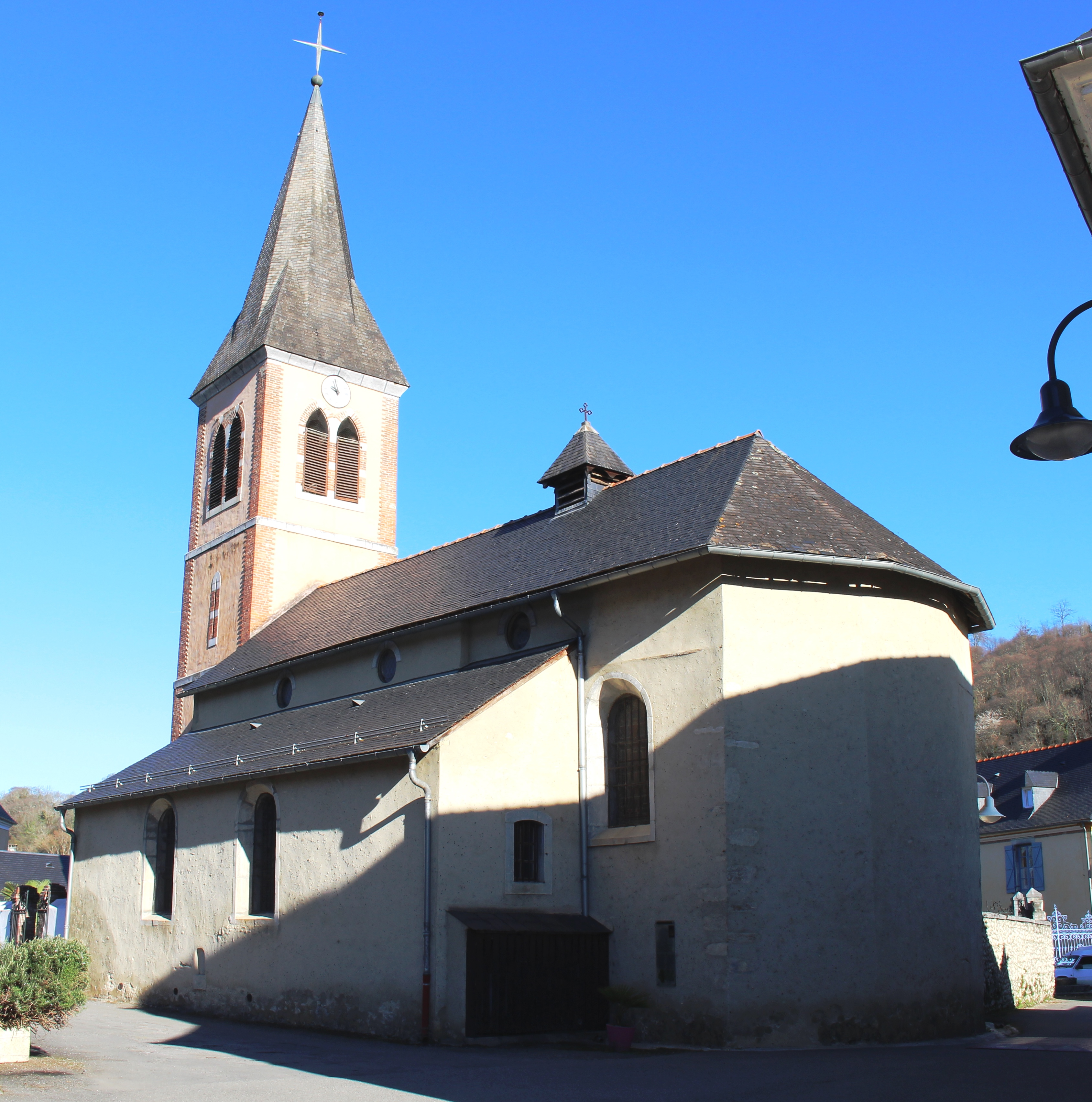
Pfarrkirche de la Toussaint
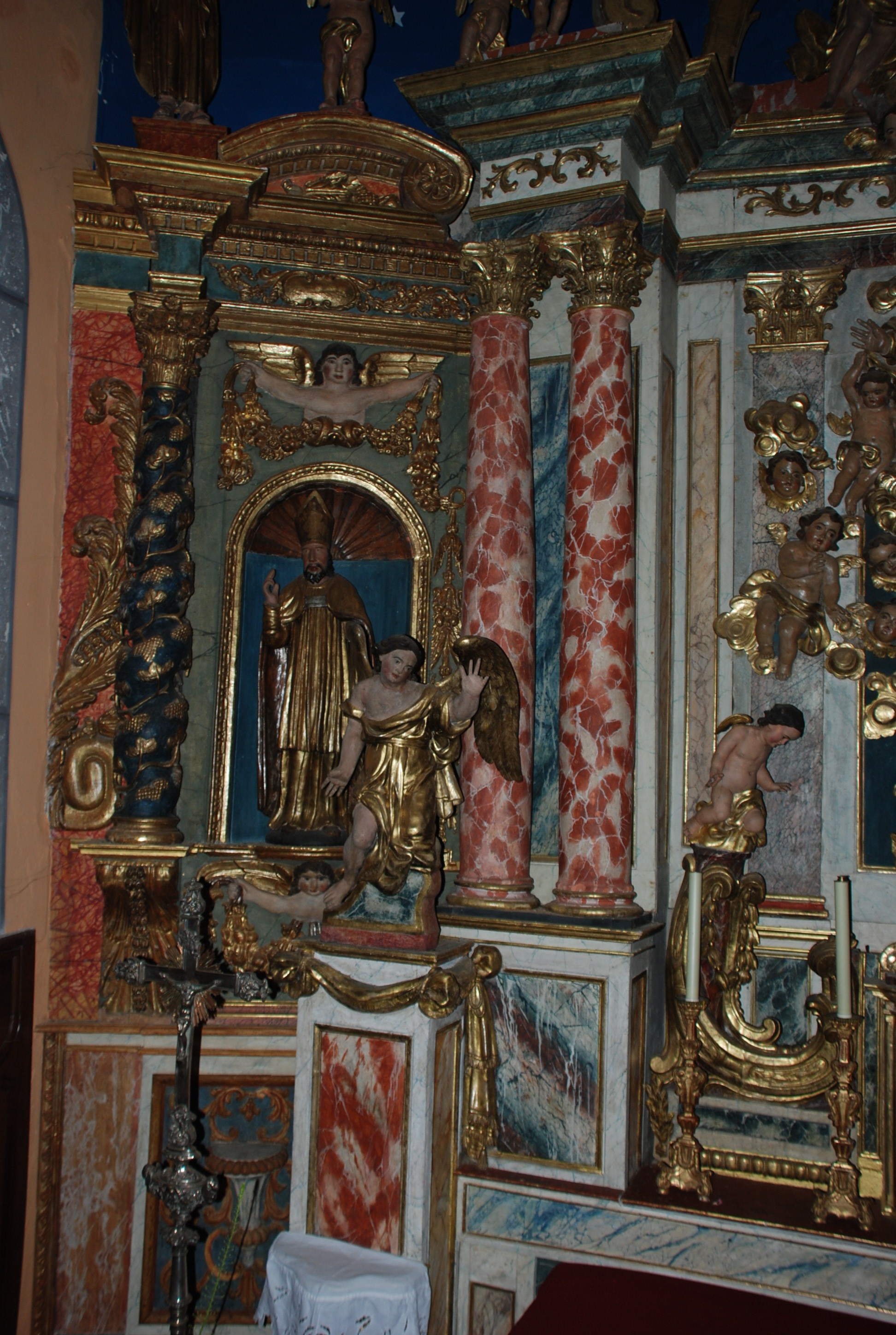
Retabel des Hauptaltars – linke Seite
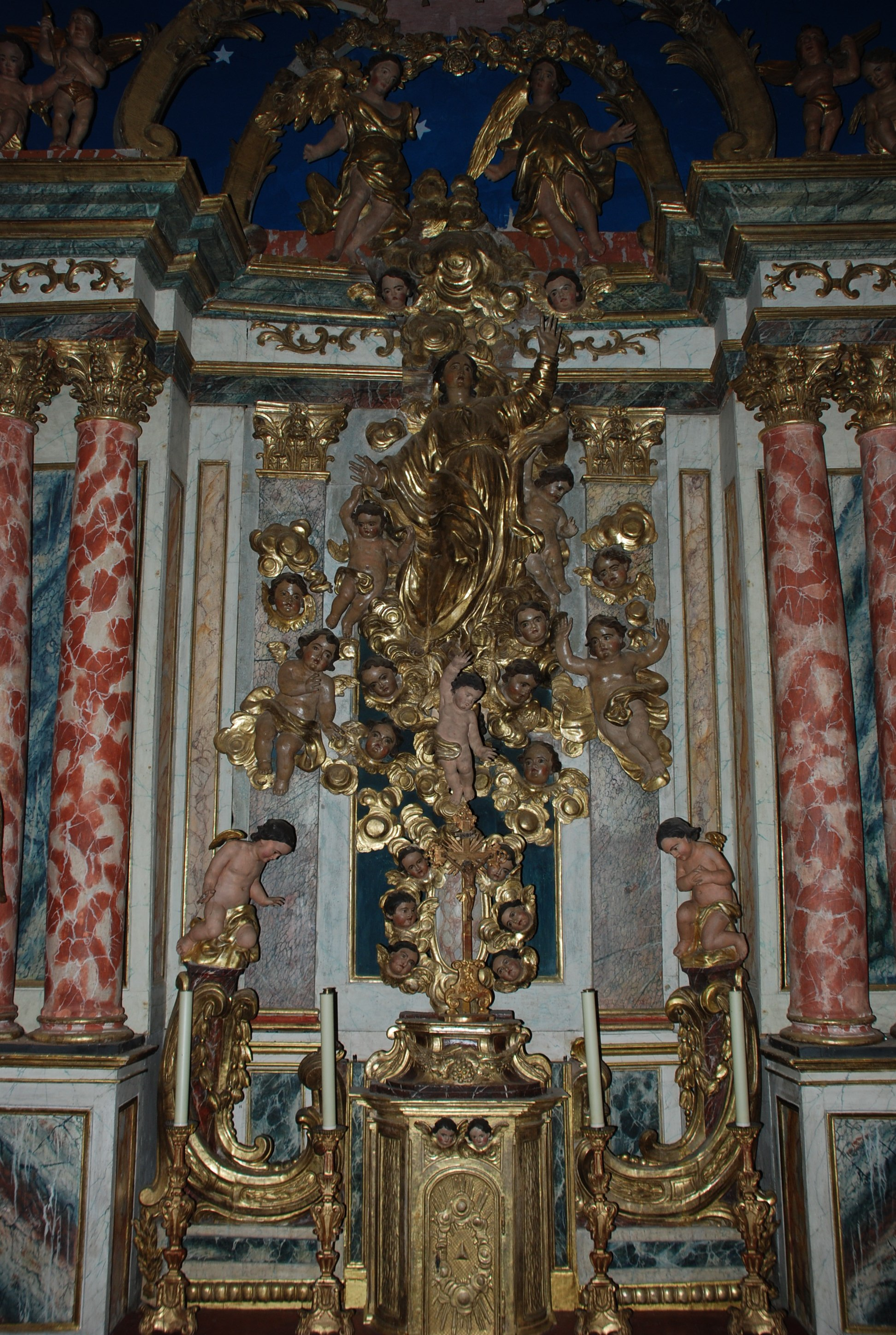
Retabel des Hauptaltars – Mitte
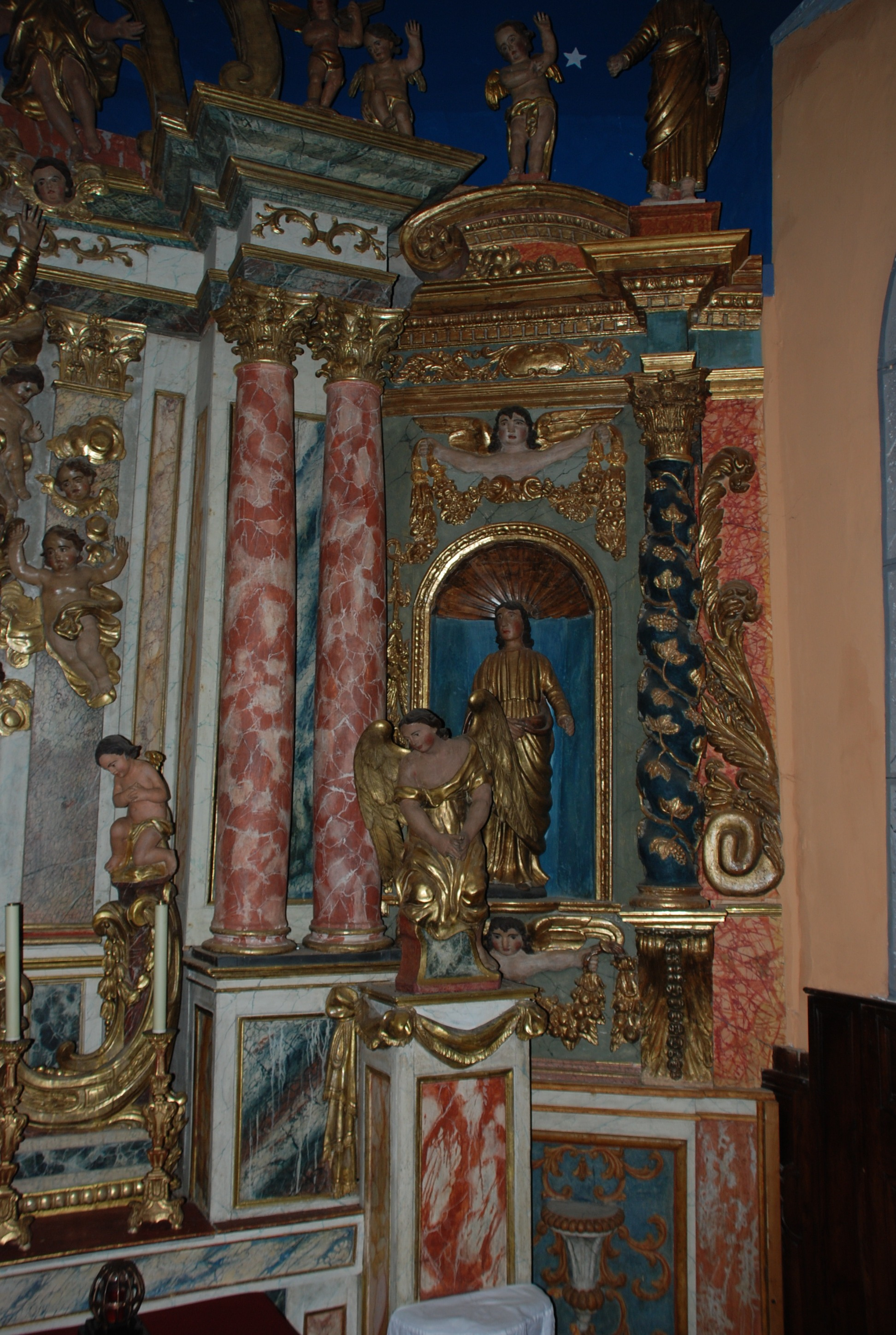
Retabel des Hauptaltars – rechte Seite
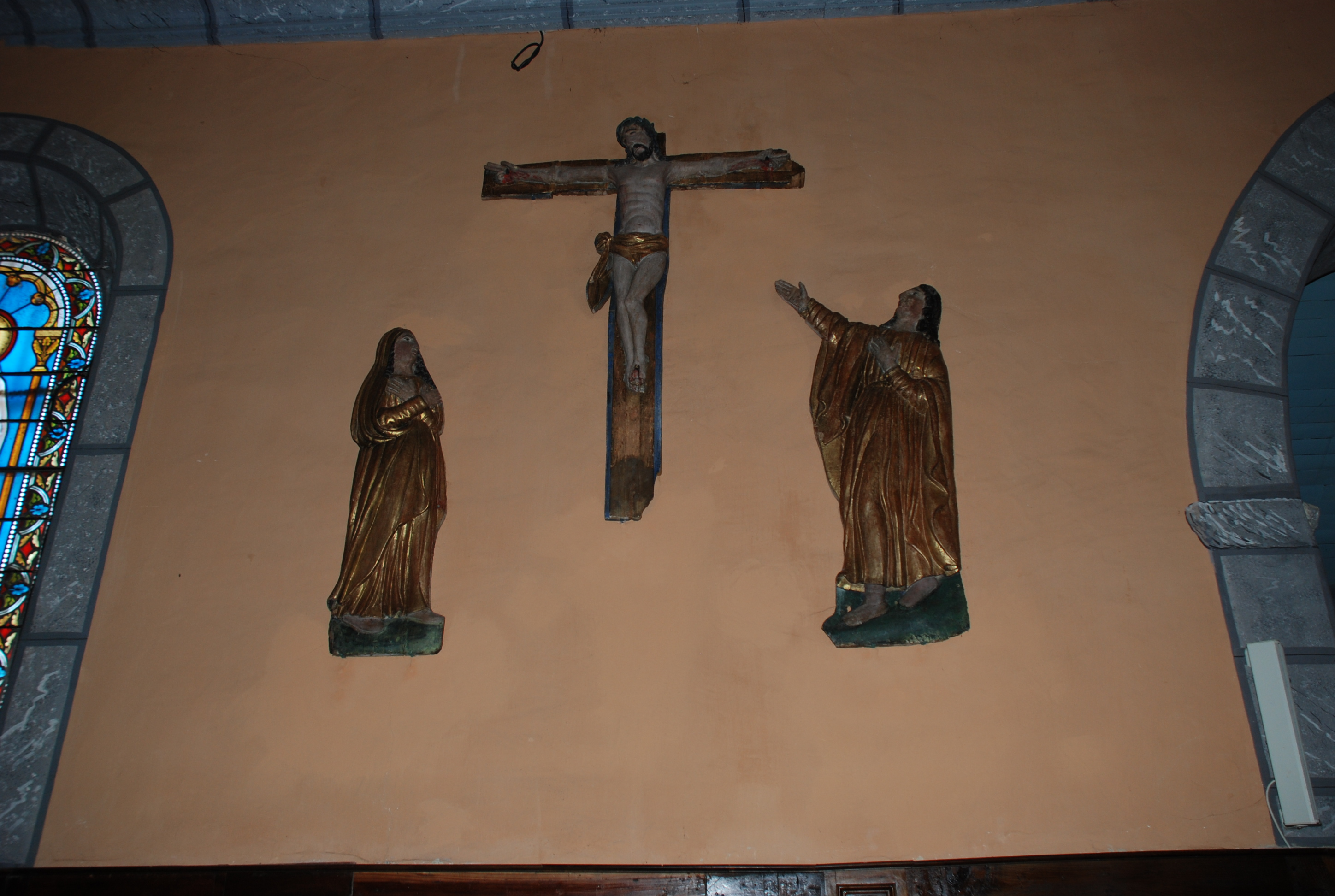
Flachreliefs

### Häuser im Stil des Bigorre
Im Zentrum der Gemeinde sind viele Häuser, darunter das Bürgermeisteramt (Mairie) in dem für die Gegend typischen Stil erhalten geblieben. Schmiedeeiserne Tore, die einen Innenhof abschließen, sind charakteristische Merkmale.

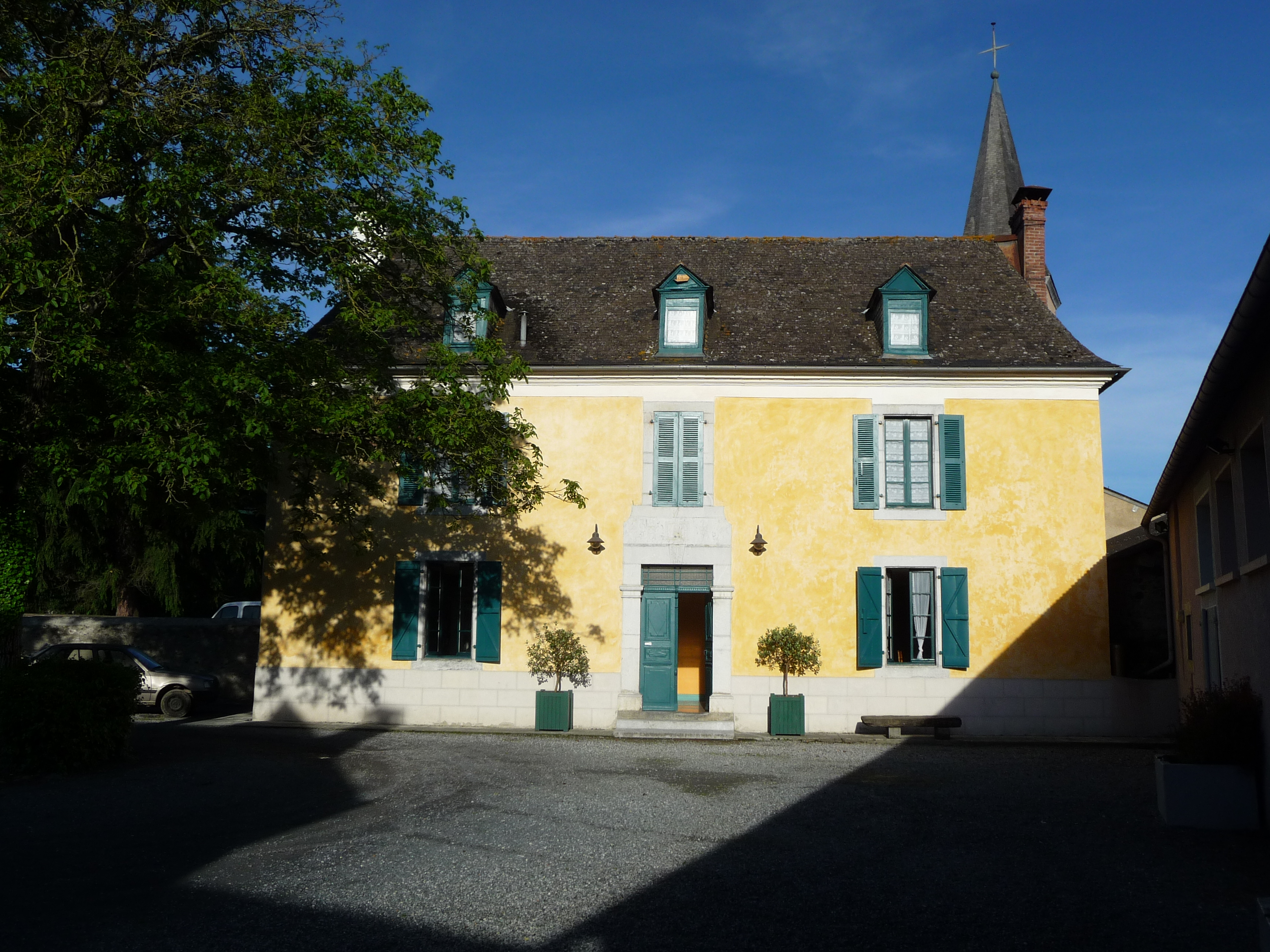
Bürgermeisteramt
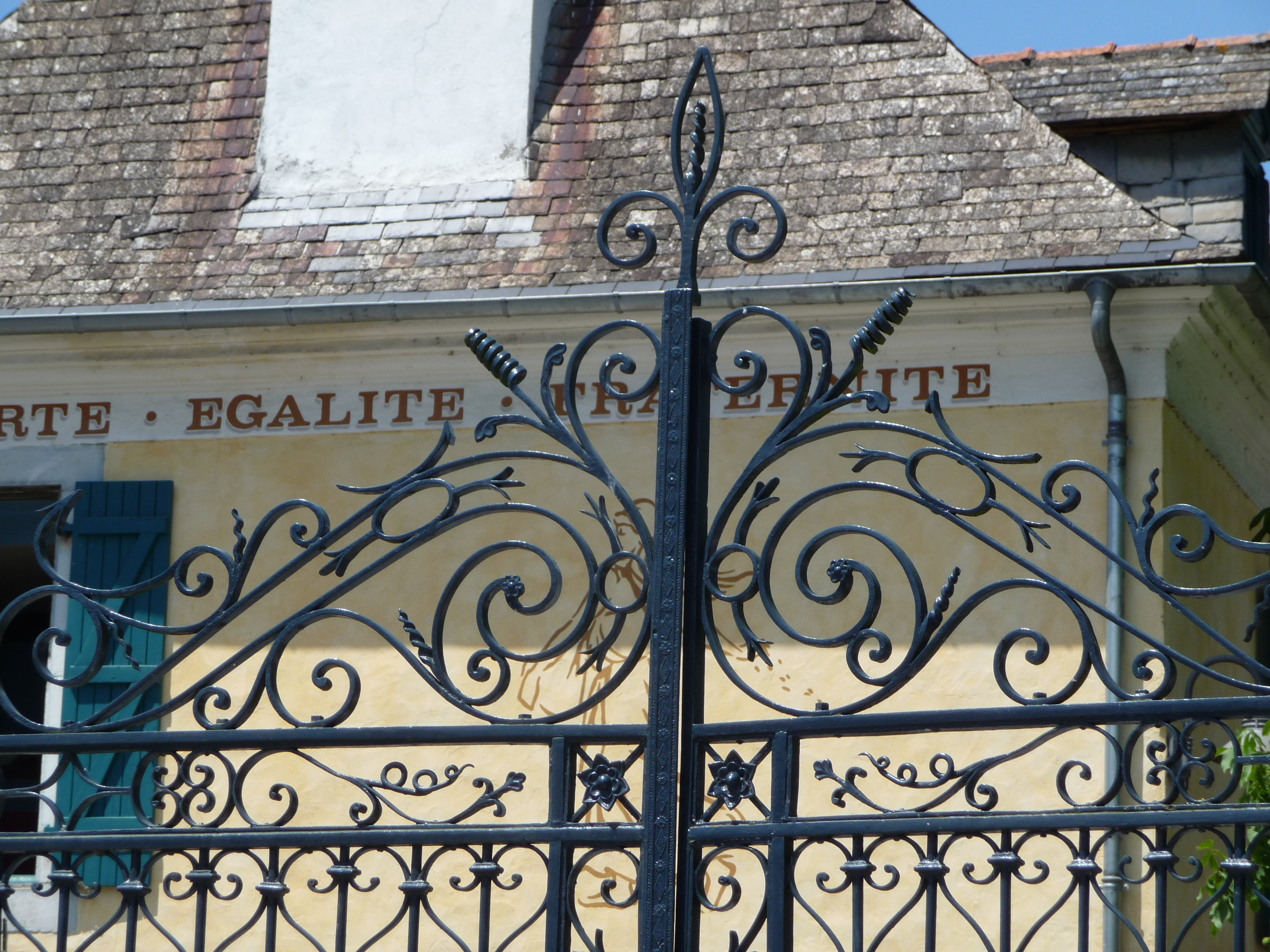
Eingangstor des Bürgermeisteramts
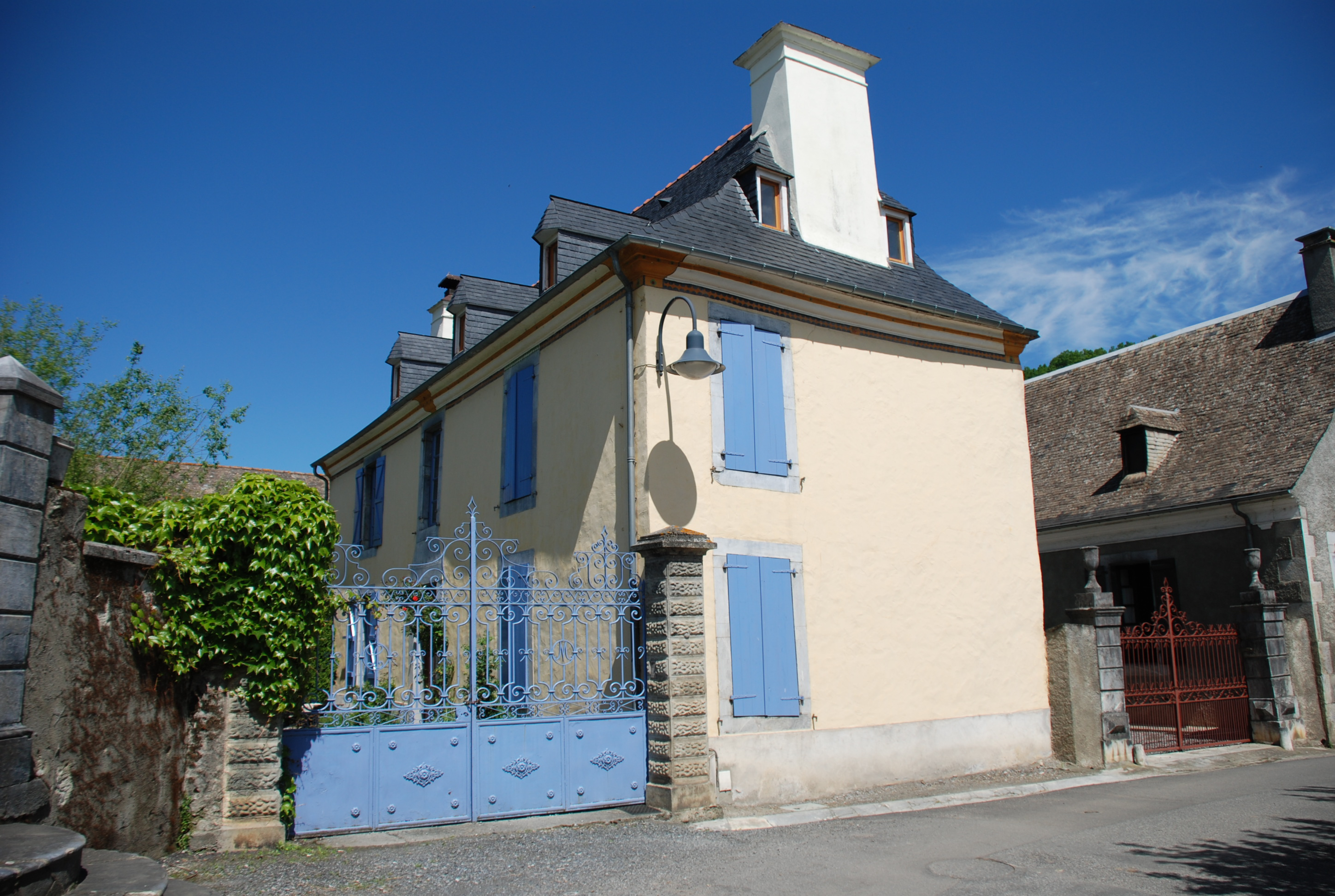
Zwei Häuser bigourdannes
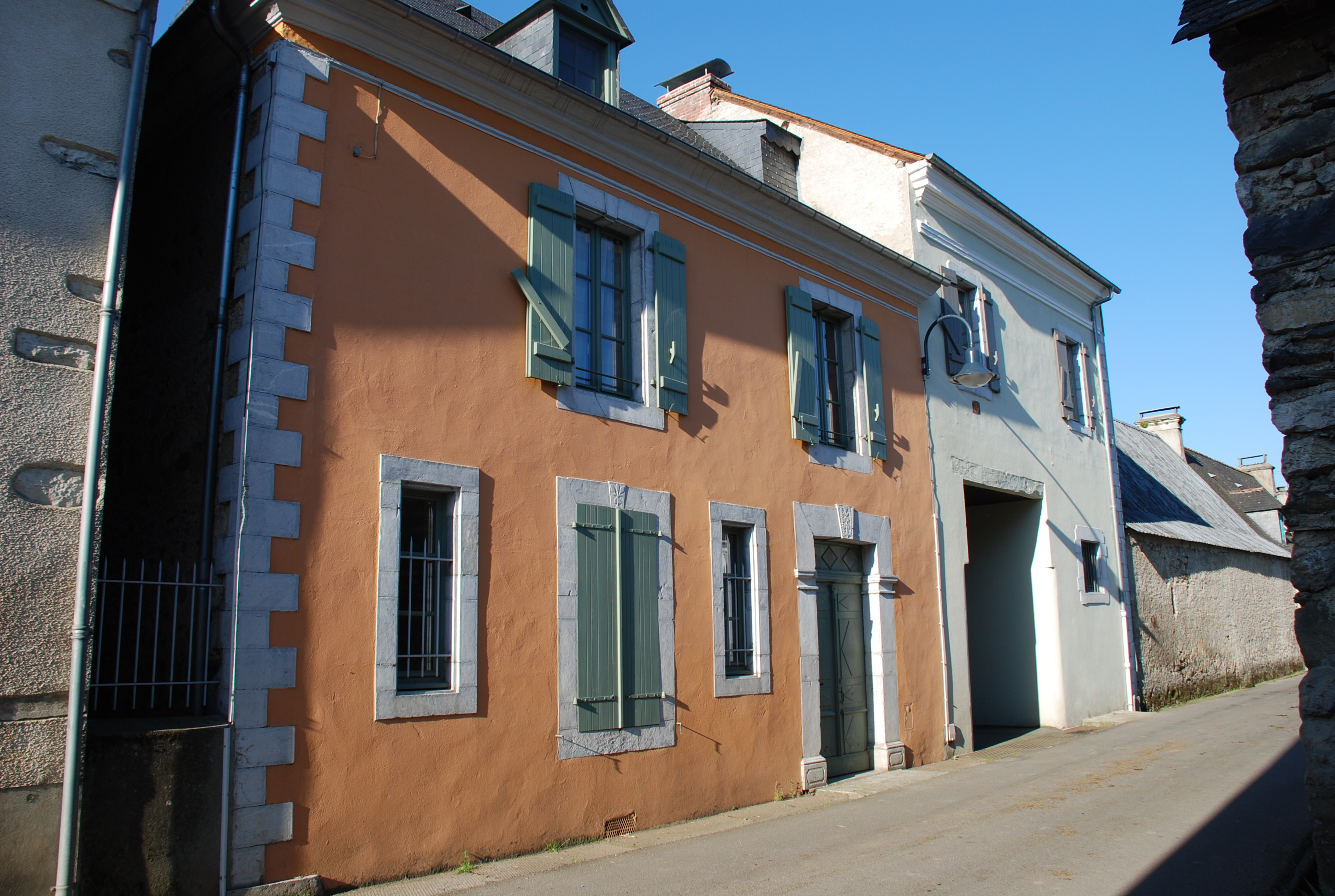
Haus in Lézignan

## Wirtschaft und Infrastruktur
Lézignan liegt in den Zonen AOC der Schweinerasse Porc noir de Bigorre und des Schinkens Jambon noir de Bigorre.

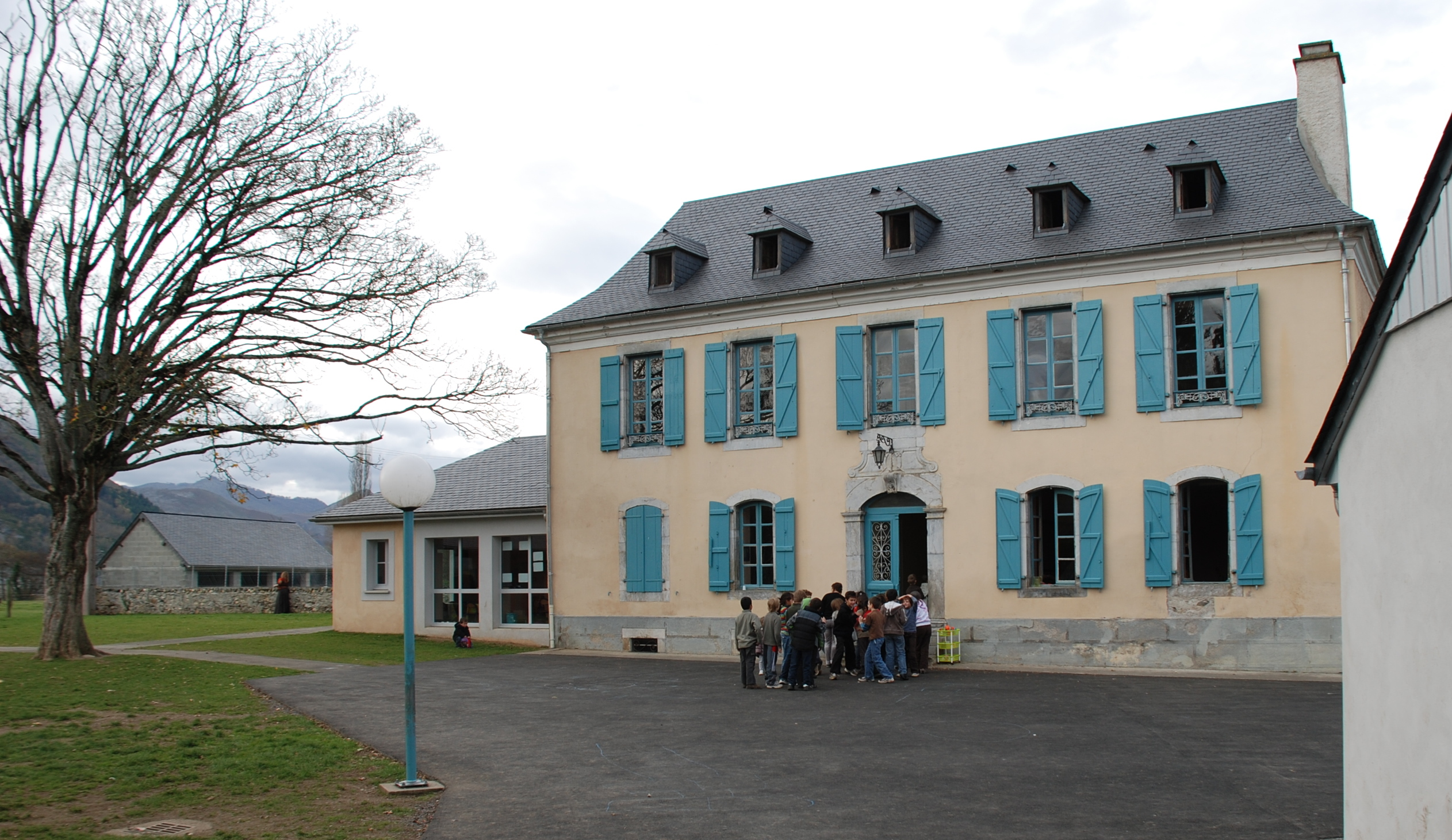
Schulgebäude

### Bildung
Die Gemeinde verfügt über eine öffentliche Vor- und Grundschule mit 73 Schülerinnen und Schülern im Schuljahr 2019/2020.

### Verkehr
Lézignan wird von der Route départementale 7 durchquert.

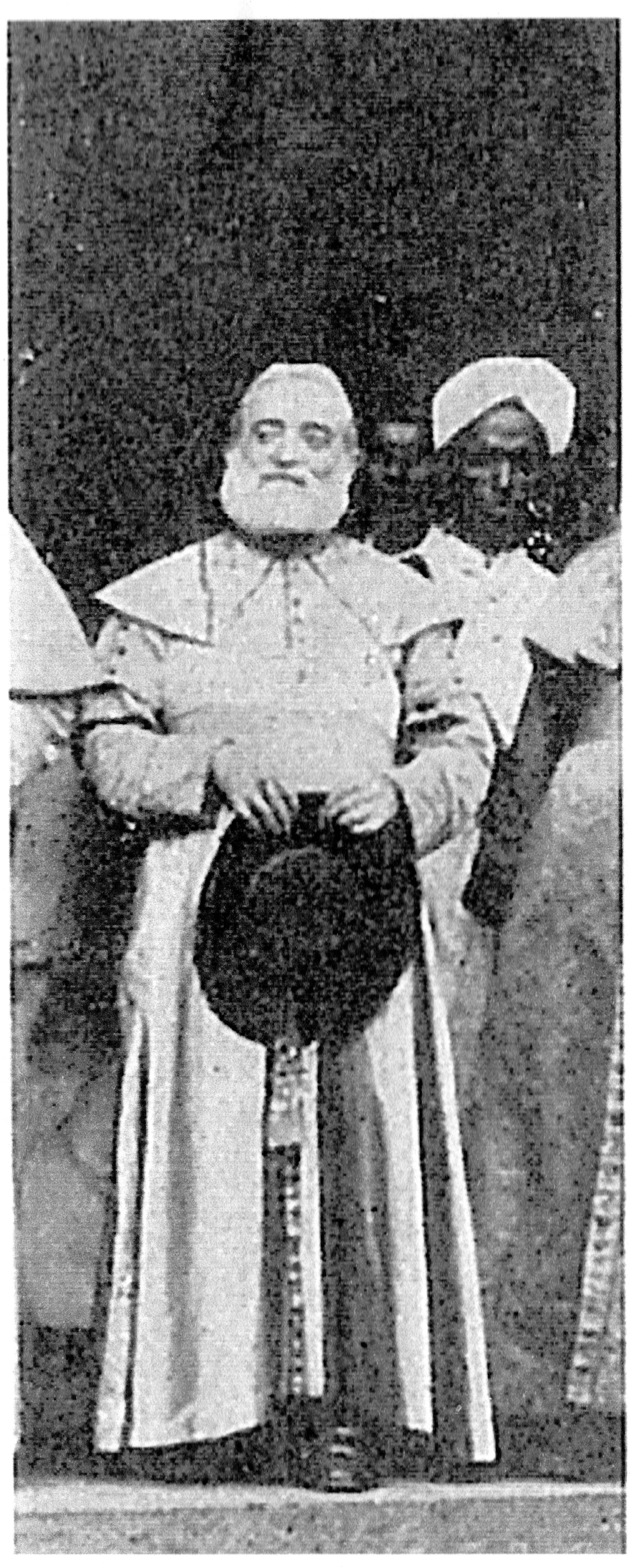
Jean-Marie Barthe, um 1900

## Persönlichkeiten
Jean-Marie Barthe, geboren am 8. April 1849 in Lézignan, gestorben am 11. November 1934 in Shembaganur in der Nähe von Kodaikanal (Indien), war Jesuitenmissionar und Bischof von Tiruchirappalli.